# Кадаверин
Кадаверин (від лат. cadaver — труп), α, ε-пентаметилендіамін — хімічна сполука, що має формулу {\displaystyle {\ce {NH2(CH2)5NH2}}}
У живої людини утворюється переважно у товстій кишці під дією мікрофлори, у процесі відомому як гниття білків. Кадаверин знайдений у ріжках, мухоморах, боровиках, білені, беладонні, дурмані, сої та інших продуктах рослинного походження.
Кадаверин та інші діамінами входять до складу рибосом, беручи участь у підтримці їх структури.

## Властивості
Кадаверин — це безбарвна густа рідина або слиз із щільністю 0,870 г/см3 і t кип 178—179 °C. Кадаверин легко розчинний у воді і спирті, дає солі, що добре кристалізуються. Замерзає за +9 °C. Має дуже сильний трупний запах.
Є сильною основою, його хімічні властивості визначаються двома аміногрупами.

## Біохімія кадаверину
Міститься у продуктах гнильного розпаду білків; утворюється з лізину при його ферментативному декарбоксилюванні. Раніше кадаверин відносили до т.з. трупних отрут (птомаїнів), проте отруйність кадаверину відносно невелика. Виявлено у рослин.

## Отримання

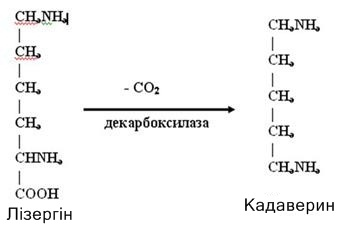
Реакція отримання кадаверину — декарбоксилювання лізергіну

Субстратом утворення діамінів служать продукти розпаду білкової молекули, саме лізин.
У процесі гниття ця амінокислота декарбоксилюється лізиндекарбоксилазою до кадаверину, який далі може утворювати ядра піридину та піперидину.

## Забобони пов'язані з кадаверином
Існує безліч забобонів, пов'язаних із кадаверином. Нібито кадаверин надзвичайно отруйний, проникає через шкіру та викликає загибель за кілька днів. Подібні забобони йдуть із глибини століть. Сучасна наука пояснює страх перед трупами наступним чином: аж до початку XX століття лютували епідемії різних інфекційних захворювань, більшість з яких характеризувалися високою смертністю та швидкістю поширення. Тому цілком природно, що люди помітили зв'язок між зіткненням з небіжчиками та захворюваністю. Але основним чинником тут є смерть унаслідок інфекції.
Інший забобон пов'язаний з використанням кадаверину. Кадаверин застосовували давні русичі при захисті від вторгнення із боку своїх північних сусідів. Русичі обмазували кадаверином наконечники стріл і цілили у стики обладунків. Єдиним способом урятування від дії кадаверину було лише негайно після поранення випалити місце уколу розжареним залізом. В умовах бою це не робилось.